# DA42 Twin Star
A DA42 Twin Star az osztrák Diamond Aircraft Industries cég négyüléses, dugattyús motoros, légcsavaros repülőgépe.
A Centurion 1.7 turbódízel hajtóműve 136 lóerős, ami biztonságos és gazdaságos repülést garantál. A dízelmotorok lehetővé teszik, hogy a hidraulikus, állandó fordulatú légcsavarok által akár 290 méter nekifutás után a levegőbe emelkedjünk.
Sárkányszerkezete nagyrészt kompozitanyagokból készült, ami szilárd és egyben könnyű.
A multifunkciós, színes képernyőkön navigációs és kommunikációs rendszerek adatai jelennek meg. A gép rendelkezik digitális audiorendszerrel is.
Hárompontos automatikus biztonsági öv tartozik az egybeépített, zseléhabbal kényelmesebbé tett párnázott ülésekhez. Az összeütközés-elkerülő fények beépítéséről és a Pitot-cső fűtéséről is gondoskodtak.
Egy Twin Star volt az első dízelmotoros repülőgép, mely leszállás nélkül átrepülte az Atlanti-óceánt, 12 és fél óra alatt tette meg a 3500 km-es távolságot.